# Palm OS
Palm OS é um sistema operacional (ou operativo) descontinuado desenvolvido pela PalmSource, Inc. para os Assistentes Pessoais Digitais (PDA) manufaturados por diversas firmas que adquiriram a licença de fabricação. A maior licenciadora do Palm OS é a Palm, Inc..
A última versão foi a 6.0 Cobalt, e sua base (núcleo) nas próximas versões deve ser baseada no sistema operacional Linux, depois da PalmSource comprada pela Access..